# Nealsomyia rufipes
Nealsomyia rufipes là một loài ruồi trong họ Tachinidae.